# Pjetër Bogdani
Petru Bogdan (în albaneză Pjetër Bogdani, în italiană Pietro Bogdani; n. 1630, Prizren, Provincia Autonomă Kosovo și Metohia, Serbia – d. decembrie 1689, Prishtina, Imperiul Otoman) a fost un arhiepiscop romano-catolic și scriitor albanez. Unchiul său, Andrei Bogdan⁠(en)[traduceți] (1600–1683), a fost arhiepiscop de Skopje.